# Jerry Butler (acteur)
Pour les articles homonymes, voir Jerry Butler (homonymie) et Butler.
Jerry Butler, né Paul David Siederman le 13 mai 1959 et mort le 27 janvier 2018 est un acteur américain de films pornographiques. Sa carrière, qui a duré de 1981 à 1993, inclut plus de 500 films, et lui permet d'intégrer l'AVN Hall of Fame.

## Récompenses
- 1985 :
  - AFAA de meilleur acteur pour Snake Eyes [2]
  - XRCO de meilleur acteur pour le même film[2],[3]
- AVN Hall of Fame [4]